# Surto de sarampo em Samoa em 2019
Em 2019 houve o início de um surto de sarampo em Samoa. Até 19 de janeiro de 2020, haviam registros de 5.707 infectados e 83 mortes. Com uma população estimada de 202.506 em 2020, aproximadamente 3% da população foi infectada até esta data. A causa do surto foi atribuída ao declínio na taxa de vacinação, de 74% em 2017 para 30% em 2018, apesar de outras nações na região terem taxas próximas a 99%.
O país decretou estado de emergência em 15 de novembro de 2019, decretando o fechamento de todas as escolas, mantendo crianças com menos de dezessete anos fora de eventos públicos e tornando a vacinação obrigatória. Em 2 de dezembro, o governo impôs toque de recolher e cancelou todas as celebrações de Natal e encontros públicos. Todas as famílias não vacinadas foram ordenadas a mostrar uma bandeira ou tecido vermelhos na frente de suas casas para ajudar nos esforços de vacinação em massa. Algumas famílias adicionaram mensagens como "Ajuda!" ou "Eu quero viver!". Nos dias 5 e 6 de dezembro, o governo fechou tudo para trazer servidores civis para ajudar na campanha de vacinação. O toque de recolher foi revogado em 7 de dezembro, depois que o governo estimou que o programa de vacinação alcançou 90% da população. Em 14 de dezembro, o estado de emergência foi estendido até o dia 29 de dezembro. O ativista antivacina Edwin Tamasese foi preso sob a acusação de "incitar o descumprimento da ordem do governo de que todo cidadão seja imunizado contra o sarampo."
Em 23 de dezembro, a campanha de vacinação alcançou 95% de cobertura, que é a taxa necessária para prevenir a transmissão do vírus em uma população. Em janeiro de 2020 foi declarado o fim da epidemia de sarampo no país.